# Forest River
Forest River és una població dels Estats Units a l'estat de Dakota del Nord. Segons el cens del 2000 tenia 154 habitants.

## Demografia
Segons el cens del 2000, Forest River tenia 154 habitants, 59 habitatges, i 42 famílies. La densitat de població era de 118,9 hab./km².
Dels 59 habitatges en un 32,2% hi vivien nens de menys de 18 anys, en un 54,2% hi vivien parelles casades, en un 11,9% dones solteres, i en un 28,8% no eren unitats familiars. En el 27,1% dels habitatges hi vivien persones soles el 8,5% de les quals corresponia a persones de 65 anys o més que vivien soles. El nombre mitjà de persones vivint en cada habitatge era de 2,61 i el nombre mitjà de persones que vivien en cada família era de 3,07.
Per edats la població es repartia de la següent manera: un 31,2% tenia menys de 18 anys, un 6,5% entre 18 i 24, un 24,7% entre 25 i 44, un 23,4% de 45 a 60 i un 14,3% 65 anys o més.
L'edat mediana era de 35 anys. Per cada 100 dones de 18 o més anys hi havia 100 homes.
La renda mediana per habitatge era de 31.250 $ i la renda mediana per família de 30.833 $. Els homes tenien una renda mediana de 33.125 $ mentre que les dones 21.250 $. La renda per capita de la població era de 14.698 $. Entorn del 4,8% de les famílies i el 9,7% de la població estaven per davall del llindar de pobresa.

## Poblacions més properes
El següent diagrama mostra les poblacions més properes.